# Хачатурян, Энди
Андрани́к «Э́нди» Хачатуря́н (англ. Ontronik «Andy» Khachaturian, арм. Անդրանիկ «Էնդի» Խաչատրյան; род. 25 января 1975, Тегеран, Иран) — американский музыкант армянского происхождения, певец, продюсер и DJ, бывший участник ню-метал-групп System of a Down (барабаны) и The Apex Theory (вокал). В настоящее время входит в состав группы VoKee.

## Биография
Родился в Тегеране в семье иранских армян. После Иранской революции 1979 года эмигрировал с семьёй в Лос-Анджелес, США.
В 1994-м присоединился к группе System of a Down в качестве барабанщика и участвовал в записи нескольких демозаписей. В 1997 году из-за несчастного случая, во время занятий Джит Кун-До Андраник травмировал левую руку, в результате чего пришлось покинуть группу для выздоровления.
Потом стал вокалистом группы «The Apex Theory», с которой записал три альбома, но в 2002 году покинул группу из-за музыкальных разногласий.
Сейчас входит в группу «VoKee» (вокалист) и выступает также как сольный проект «OnTronik ™».

## Дискография
- System of a Down
  - 1994: Untitled Demo Tape
  - 1995: Demo Tape 1
  - 1996: Demo Tape 2
  - 1996: Demo Tape 3
- The Apex Theory
  - 2000: Extendemo
  - 2001: The Apex Theory (EP)
  - 2002: Topsy-Turvy
- VoKee
  - 2005: Pre-Motional Songs (EP)
  - 2006: Riding the Walls (EP)
  - 2007: Spoke in Tongue (EP)